# Irene de Grècia (duquessa d'Aosta)
Irene de Grècia, duquessa d'Aosta (Atenes 1904 - Florència 1974). Duquessa d'Aosta (1939 - 1974). Princesa de Grècia i de Dinamarca amb el tractament d'altesa reial.
Fou filla del rei Constantí I de Grècia i de la princesa Sofia de Prússia, essent neta del rei Jordi I de Grècia i de la gran duquessa Olga de Rússia; i per via materna, ho era del kàiser Frederic III de Prússia i de la princesa reial Victòria del Regne Unit. Visqué una vida molt dura a conseqüència de la inestabilitat política italiana i grega.
L'any 1917 s'enfrontà al seu primer exili conseqüència de l'expulsió dels seus pares de Grècia. L'any 1923 fou compromesa en matrimoni amb el príncep Nicolau de Romania, fill del rei Ferran I de Romania, compromís que fou desfet. L'any 1927 fou compromesa amb el príncep Cristià de Schaumburg-Lippe compromís que també fou desfet, i no fou fins al 1939 que es casà a Florència amb el príncep Aimó de Savoia-Aosta, duc de Spoleto i, des de 1942 duc d'Aosta. La parella tingué un únic fill:
- SAR el duc Amadeu de Savoia-Aosta nascut el 1943 a Florència. Es casà en primeres núpcies amb la princesa Clàudia d'Orleans de la qual es divorcià per casar-se amb la marquesa de Regiovanni, Sílvia Paternò di Spedalotto.

L'any 1941 Adolf Hitler proposà a Aimone de Savoia la corona del nou reialme de Croàcia i així de 1941 a 1943 Irene i Aimone foren reis de Croàcia des de Florència.
A mesura que la Segona Guerra Mundial arribava a les seves acaballes la princesa Irene i el seu fill foren transportats a diferents camps de concentració, primer a Pavía i després a Hirschegg a Alemanya. L'alliberament, coincidí amb la caiguda de la monarquia italiana i un breu exili a Suïssa, mentrestant el seu marit morí a l'Argentina on havia marxat després del plesbicit monàrquic.
El retorn a Itàlia es produí el 1948 enmig d'una important penúria mateiral, tot i així fou capaç de reedreçar la hisenda dels Aosta i recuperar la majoria de les propietats agrícoles que posseïa el Ducat d'Aosta.
L'any 1972 fou declarada ciutadana d'honor de la ciutat de Florència per l'ajuda que prestà durant les innundacions de la ciutat. Morí a Fiesole el 1974 i fou enterrada a la finca familiar de Il Borro a la localitat d'Arezzo; més tard, les restes foren portades a la Basílica de Superga (Torí).